# Lijst van presidenten van Spaans Baskenland
Hieronder staat een lijst van presidenten van Spaans Baskenland. De functie van president wordt in het Baskisch lehendakari genoemd.
- 1936-1960: José Antonio Aguirre y Lecube (in ballingschap vanaf 1937)
- 1960-1979: Jesús María de Leizaola Sánchez (in ballingschap)
- 1978-1979: Ramón Rubial Cavia (lid van de Partido Socialista de Euskadi, eigenlijk voorzitter van de Baskische Raad, een orgaan dat de Baskische autonomie voorbereidde.)
- 1979-1985: Carlos Garaikoetxea Urriza
- 1985-1999: José Antonio Ardanza Garro
- 1999-2009: Juan José Ibarretxe Markuartu
- 2009-2012: Patxi López
- 2012-heden: Iñigo Urkullu